# De vettige vampiers
De vettige vampiers is het 45ste album in de stripreeks De avonturen van Urbanus uit 1994. De strip verscheen ook in het allereerste Megastripboek dat in 1997 verscheen.

## Plot
Nadat Urbanus, Nabuko Donosor en Amedee op een kerkhof een zak friet eten, lekt er wat vet op een van de zerken. Hierdoor komen er vampiers tot leven die verzot zijn op vet en een kermis op touw zetten waar ze alle bezoekers vetmesten en vervolgens ontvoeren om hen leeg te zuigen, waardoor ze zelf ook vampiers worden. Urbanus, Amedee en Nabuko Donosor ontsnappen hieraan doordat ze achter een struik hun natuurlijke behoefte moesten doen. Al snel ontdekt Urbanus dat de vampiers het nu op hem gemunt hebben.

## Achtergronden bij het verhaal
- In dit album wordt voorspeld dat het 78ste Urbanus-album De facelift van Urbanus zal heten. Toen dit album uitkwam werd het inderdaad ook zo genoemd, al veranderde de titel na amper twee stroken.
- Urbanus en zijn familie zitten in één scène in een reuzenrad maar kunnen pas weer naar beneden als ze méér wegen dan de mensen die in het onderste karretje zitten, aangezien het rad geen motor heeft, zoals een normaal reuzenrad. Urbanus vindt dit een moeilijke opgave, gezien er "een koppel dikzakken" onderaan zit. De dikzakken zijn Billy Turf en Bessie Turf.